# Fat Man

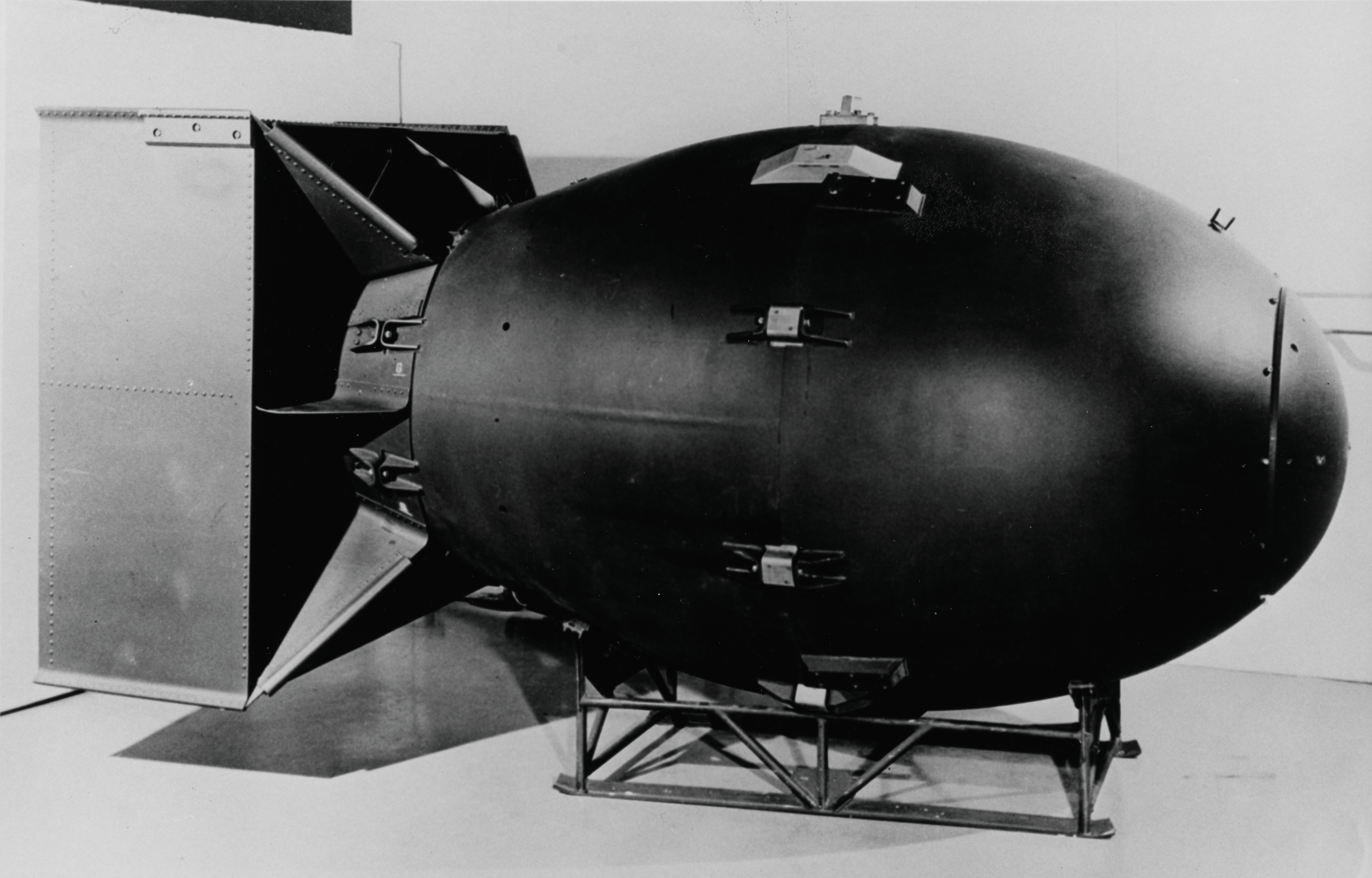
1:1-Attrappe der Fat Man

Fat Man (englisch für Dicker Mann) war der Deckname des Mark-3-Kernwaffen-Designs, das im Rahmen des Manhattan-Projektes von US-amerikanischen, britischen und kanadischen Wissenschaftlern entwickelt wurde. Die erste Kernwaffenexplosion der Geschichte am 16. Juli 1945, der Trinity-Test, beruhte auf diesem Entwurf. Eine Fat-Man-Bombe wurde am 9. August 1945 von einem US-amerikanischen B-29-Bomber der 509. Composite Group abgeworfen und explodierte um 11:02 Uhr über der japanischen Stadt Nagasaki, die weitgehend zerstört wurde. 
Die Bombe explodierte rund 550 Meter über dicht bewohntem Gebiet und entwickelte eine Sprengkraft von etwa 21 Kilotonnen TNT. Sie war nach der drei Tage zuvor abgeworfenen Little Boy die zweite – und zugleich letzte – in einem Krieg eingesetzte Atomwaffe. Die Mark-3-Kernwaffe war die erste Kernwaffe, die die Vereinigten Staaten nach dem Zweiten Weltkrieg in größerer Stückzahl in ihr Arsenal aufnahmen. 1946 und 1948 fanden fünf weitere Kernwaffentests mit diesem Typ statt. Die erste Kernwaffe der Sowjetunion, genannt RDS-1, war eine Kopie des Fat-Man-Entwurfs, der durch Spionage in die Sowjetunion gelangt war.

## Geschichte der Fat Man

### Entwicklung bis Juli 1945
Als 1940/1941 das Element Plutonium von amerikanischen Wissenschaftlern entdeckt wurde, erkannte man schnell, dass sich vor allem das Isotop 239Pu ähnlich gut für den Bau von Kernwaffen verwenden lässt wie das natürlich vorkommende Uranisotop 235U. Als die Vereinigten Staaten 1942 die Entwicklung von Kernwaffen forcierten und das Manhattan-Projekt gründeten, wurde daher beschlossen, beide Isotope für die neuen Waffen zu nutzen. Man begann im März 1943 mit der Errichtung eines großen Komplexes zur Herstellung von Plutonium in Hanford im Bundesstaat Washington, der mehrere Produktionsreaktoren und chemische Anlagen zu dessen Gewinnung umfasste. Als Zwischenschritt wurde jedoch ein kleinerer Reaktor, genannt X-10, in Oak Ridge mit einer Leistung von 1 MW errichtet, der kleinere Mengen von Plutonium für Forschungszwecke liefern sollte. Dieser wurde im November 1943 zum ersten Mal kritisch.
Das Plutonium sollte zunächst in einem Entwurf nach dem Kanonenprinzip wie der Mark 1 (Little Boy) eingesetzt werden. Die Daten von reinem 239Pu, das seit der Entdeckung des Elements 1940 in Zyklotronen gewonnen wurde, zeigten, dass dies möglich sein sollte. Zyklotrone selbst können aber nur kleinste Mengen Plutonium erzeugen und sind für die industrielle Produktion ungeeignet. Als 1944 die ersten geringen Mengen Reaktorplutonium vom X-10-Reaktor in Oak Ridge für Analysen zur Verfügung standen, wurde deutlich, dass das Kanonenprinzip für die Verwendung von Plutonium zu langsam ist. Im Juli 1944 zeigte Emilio Segrè, wie bereits im Jahr 1943 vom Mitentdecker des Plutoniums Glenn T. Seaborg vorausgesagt, dass Reaktorplutonium mit dem Isotop 240Pu verunreinigt sein würde. Dieses hat eine hohe Spontanspaltungsrate, das heißt, das Isotop erzeugt einen relativ hohen Hintergrund an Neutronenstrahlung. Würde man dieses in einer Kernwaffe nach dem Kanonenprinzip einsetzen, würde durch die von 240Pu erzeugten Neutronen die Kettenreaktion einsetzen, bevor die kritische Masse vollständig vereint ist. Durch diese Frühzündung würde die Bombe nur mit sehr geringer Sprengkraft explodieren.

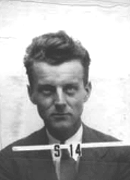
Seth Neddermeyer leitete zuerst die Implosionsforschung in Los Alamos (Foto auf seinem Los-Alamos-Dienstausweis während des Zweiten Weltkriegs)

Daher mussten die Wissenschaftler des Manhattan-Projektes eine neue Methode entwickeln, mit der Plutonium sehr viel schneller von einer subkritischen in eine überkritische Masse verwandelt werden konnte, bevor der hohe Neutronenhintergrund eine Kettenreaktion auslöste. Zu jenem Zeitpunkt wurde in Los Alamos bereits an der Implosionstechnik geforscht. Dies erfolgte in der Abteilung für Sprengkörper (Ordnance Division), die von William Sterling Parsons geleitet wurde. Dieser war aber hauptsächlich mit der Entwicklung des Kanonenprinzips beschäftigt, und die Entwicklung des Implosionsprinzipes oblag Seth Neddermeyer. Dessen Gruppe machte zu diesem Zeitpunkt aber nur wenige Fortschritte, weswegen Robert Oppenheimer den Chemiker George Bogdan Kistiakowsky nach Los Alamos holte, um Neddermeyer zu unterstützen. Die Idee zu diesem Zeitpunkt war, den Plutoniumkern mit einer Schicht von hochexplosivem Sprengstoff zu umhüllen, der an vielen Punkten gleichzeitig gezündet wird und so die Plutoniumkugel im Inneren zu einer überkritischen Masse verdichten sollte. Jedoch breiten sich die einzelnen Detonationsfronten von den Zündern ausgehend sphärisch divergierend aus, wodurch die Plutoniumkugel bei der Komprimierung deformiert wird. So sah die Implosionstechnik Mitte 1944 zunächst nach einer Sackgasse aus, und die Verwendung von Plutonium in Kernwaffen schien zweifelhaft.

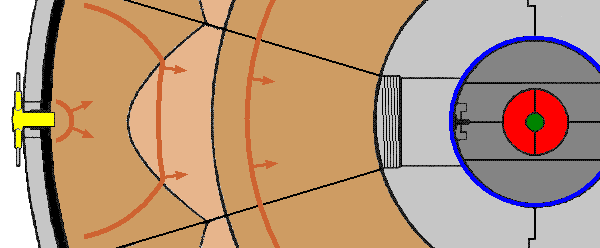
Funktion einer Sprengstofflinse: und detonierende Sprengstoffe formen eine konvexe zu einer konkaven. Für die Trinity-Bombe und Fat Man wurden Baratol und Composition B verwendet.

Die Lösung des Problems lieferte der Physiker James Tuck, der Teil der britischen Delegation in Los Alamos war. Tuck arbeitete zuvor an der Entwicklung von Hohlladungen für panzerbrechende Munition. Er hatte daher Erfahrung mit Sprengkörpern, die ihre Explosivkraft in eine Richtung abgeben sollten. Er schlug daher vor, den Plutoniumkern mit einer Anordnung von Sprengstofflinsen zu umgeben, die aus Sprengstoffen mit unterschiedlichen Detonationsgeschwindigkeiten bestehen sollten. Durch einen entsprechenden Aufbau der Linsen könnte man die Form der Detonationsfront steuern und so perfekt sphärisch nach innen richten. Dies wurde zunächst allerdings nicht als erstrebenswert angesehen, da eine Implosionsanordnung mit Sprengstofflinsen ungleich komplizierter ist als die bis dahin angestrebte einfache Sprengstoffhülle. Unterstützung erhielt Tuck vom ebenfalls britischen Hydrodynamiker G. I. Taylor, der durch Berechnungen zeigen konnte, dass eine einfache Anordnung nicht funktionieren würde.

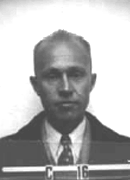
George Kistiakowsky, Leiter der Abteilung X (Foto auf seinem Los-Alamos-Dienstausweis während des Zweiten Weltkriegs)

Im August 1944 löste Robert Oppenheimer schließlich die Ordnance Division auf und ersetzte sie durch zwei neue Abteilungen, die G Division (G für Gadget) unter Leitung von Robert Bacher und die X Division (x für eXplosives) unter Leitung von Kistiakowsky. Die G Division sollte die Physik für Implosion erarbeiten und die Fat-Man-Bombe entwerfen und die X Division die dafür nötigen Sprengstofflinsen.
Im Gegensatz zur länglichen, zylindrischen Form der Mark-1-Bombe nach dem Kanonenprinzip auf Uranbasis resultierte die Implosionsanordnung mit den Sprengstofflinsen in einer dicken, kugelförmigen Gestalt der Bombe. Daher wurde die Mark-3 als Fat Man bezeichnet (zu Deutsch „Dicker Mann“), der Entwurf nach dem Kanonenprinzip hatte den Namen Thin Man („Dünner Mann“).

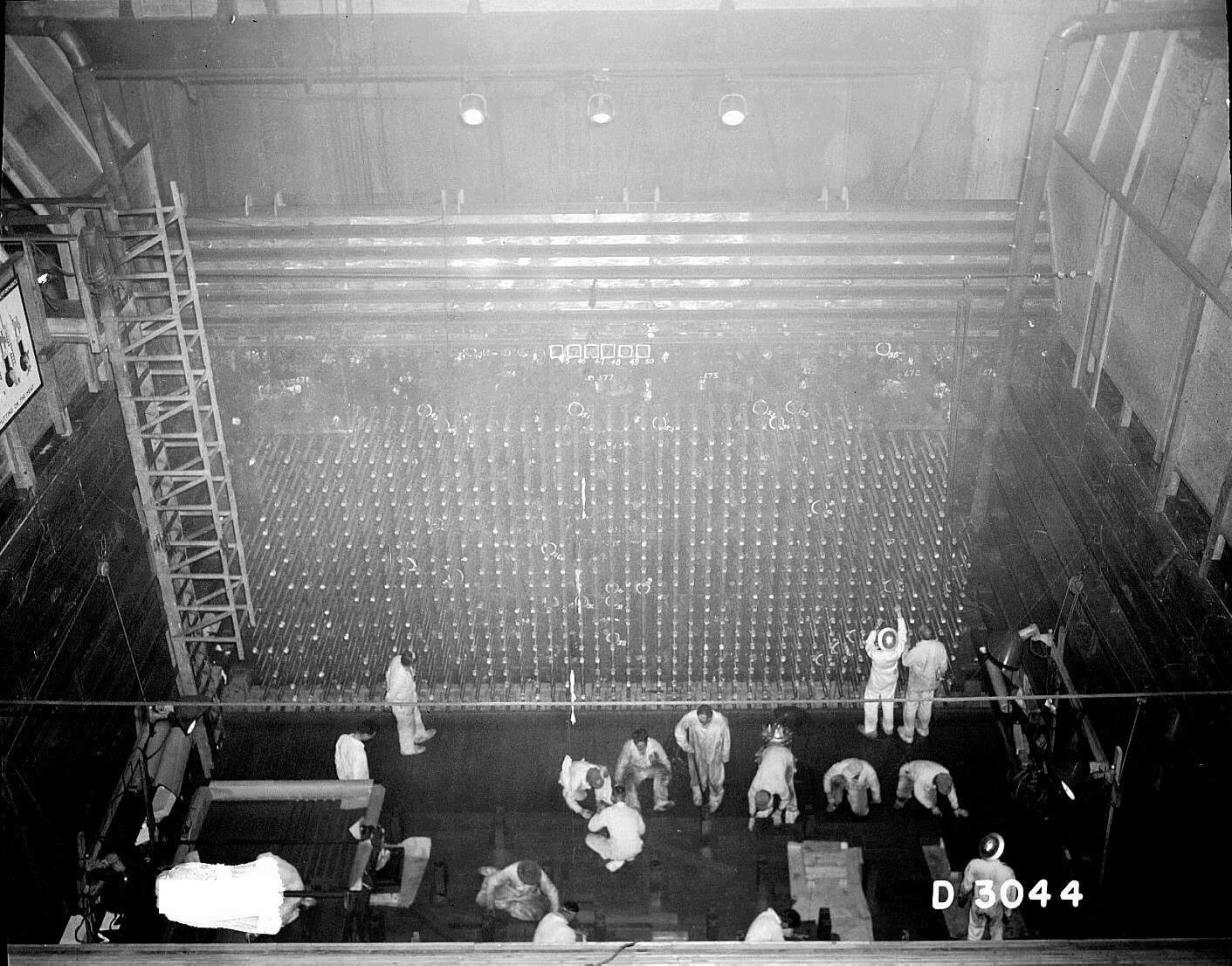
Der B-Reaktor in Hanford

Im Herbst 1944 näherten sich die Arbeiten an den Produktionsreaktoren in Hanford ihrem Ende. Drei Reaktoren wurden gebaut, genannt B, D und F. Die Anlagen in Hanford mit den Reaktoren wurden zum damaligen Zeitpunkt vom Chemiekonzern DuPont betrieben. Am 15. September 1944 wurde der B-Reaktor mit Brennstoff beladen und unter der Leitung von Enrico Fermi angefahren. Zunächst verhielt sich der Reaktor wie geplant, und am 26. September wollte man ihn zu voller Leistung bringen. Der Physiker John Wheeler überwachte zu dem Zeitpunkt den Reaktor. Jedoch ließ sich der Reaktor nur bis auf etwa 9 MW Leistung bringen, dann reduzierte er diese wieder. Man versuchte dem durch ein weiteres Ausfahren der Steuerstäbe aus Cadmium entgegenzuwirken, aber am Abend des 27. September schaltete der Reaktor bei voll ausgefahrenen Steuerstäben dennoch gänzlich ab. Er ließ sich am nächsten Tag wieder anfahren, schaltete aber nach dem Erreichen von 9 MW wiederum von selbst ab. Wheeler identifizierte das Problem schließlich als eine Selbstvergiftung des Reaktors durch das Isotop 135Xe. Dieses entsteht bei der Spaltung von 235U, welche die Neutronen für die Erbrütung von 239Pu aus 238U liefert. Das Xenon-Isotop absorbierte so viele Neutronen, dass nicht mehr genug für die Aufrechterhaltung der Kettenreaktion übrigblieben. Die Bauweise der Reaktoren in Hanford ließ es allerdings zu, dieses Problem zu lösen, indem man den Reaktor mit mehr Brennstoff beschickte. Dadurch konnte der Vergiftungseffekt überwunden werden. Am 17. Dezember 1944 wurde der D-Reaktor angefahren und am 28. Dezember der reparierte B-Reaktor, der F-Reaktor folgte im Februar 1945. Am 4. Februar erreichten die Reaktoren ihre volle Leistung von je 250 MW und konnten von nun an 19 bis 21 kg Plutonium pro Monat produzieren – genug für zwei bis drei Bomben.
Die X Division arbeitete unter Kistiakowskys Leitung im Winter 1944/45 hart an der Entwicklung der Implosionslinsen und verbrauchte rund eine Tonne Sprengstoff am Tag. Der Mathematiker John von Neumann entwickelte schließlich eine Linse, bestehend aus einer äußeren Lage Sprengstoff mit hoher Detonationsgeschwindigkeit und einer inneren Lage mit geringerer Detonationsgeschwindigkeit. Die innere Lage fokussierte die Schockwelle der äußeren Lage und machte eine perfekte Implosion möglich. Im Februar 1945 wurden auf einem Treffen von Oppenheimer, General Leslie R. Groves (militärischer Leiter des Manhattan Projektes), James Bryant Conant, Hans Bethe und Kistiakowski die endgültige Zusammensetzung der Sprengstofflinsen und das generelle Design der Fat-Man-Bombe beschlossen. Am 1. März gründete Oppenheimer das Kuhhirten-Komitee unter Leitung von Samuel Allison, dem auch Bacher und Kistiakowski angehörten. Dieses sollte die Herde der Fat-Man-Entwickler durch die Endphase treiben. Im selben Monat ließ Oppenheimer alle weiteren Entwicklungen zur Verbesserung der Sprengstofflinsen einstellen. Analysen der jüngsten Versuche mit den Sprengstofflinsen zeigten, dass man eine sphärische Implosion im Einklang mit den theoretischen Modellen erreicht hatte. Oppenheimer meldete an Groves, dass die erste Plutoniumbombe am 1. August 1945 bereit sei.

### Trinity-Test
Durch den komplizierten Aufbau des Fat-Man-Entwurfs im Gegensatz zum Kanonenprinzip der Mark-1-Bombe Little Boy hielt man einen Test für unabdingbar. Im Jahr 1944 wurde dafür ein Teil des Bombenabwurfgebietes der Alamogordo Test Range in New Mexico ausgewählt. Oppenheimer nannte das Testgelände Trinity, inspiriert durch ein Sonett von John Donne. Er übertrug die Verantwortung für die Vorbereitung des Tests an den Physiker Kenneth Bainbridge und stellte ihm seinen Bruder Frank Oppenheimer zur Unterstützung an die Seite.
Im Vorfeld wurde am 7. Mai 1945 eine Explosion von 108 t konventionellem Sprengstoff (Komposit B), vermischt mit Abfällen aus abgebranntem Brennstoff aus Hanford, auf dem Trinity-Testgelände durchgeführt. Dies diente der Kalibrierung von Testinstrumenten sowie der Untersuchung der Ausbreitung von radioaktivem Material (Fallout) durch die Explosion. Die Ergebnisse waren besorgniserregend, da sie nahelegten, dass benachbarte bewohnte Gebiete durch den Fallout des Trinity-Tests betroffen sein könnten. Man hoffte, dass dies durch die größere Explosionshöhe der Trinity-Bombe verhindert würde. Die Gadget genannte Testbombe sollte auf einem rund 30 m hohen Stahlturm explodieren.
Das Plutonium für die Testbombe erreichte Los Alamos am 24. Juni 1945. Eine Gruppe unter Leitung von Otto Frisch bestätigte, dass der eingetroffene Kern ausreichend für die Bombe war. Er wog rund 6,1 kg und hatte einen Durchmesser von rund 9,2 cm mit einem 2,5 cm messenden Hohlraum in der Mitte, der die Polonium-Beryllium-Neutronenquelle beinhalten sollte.

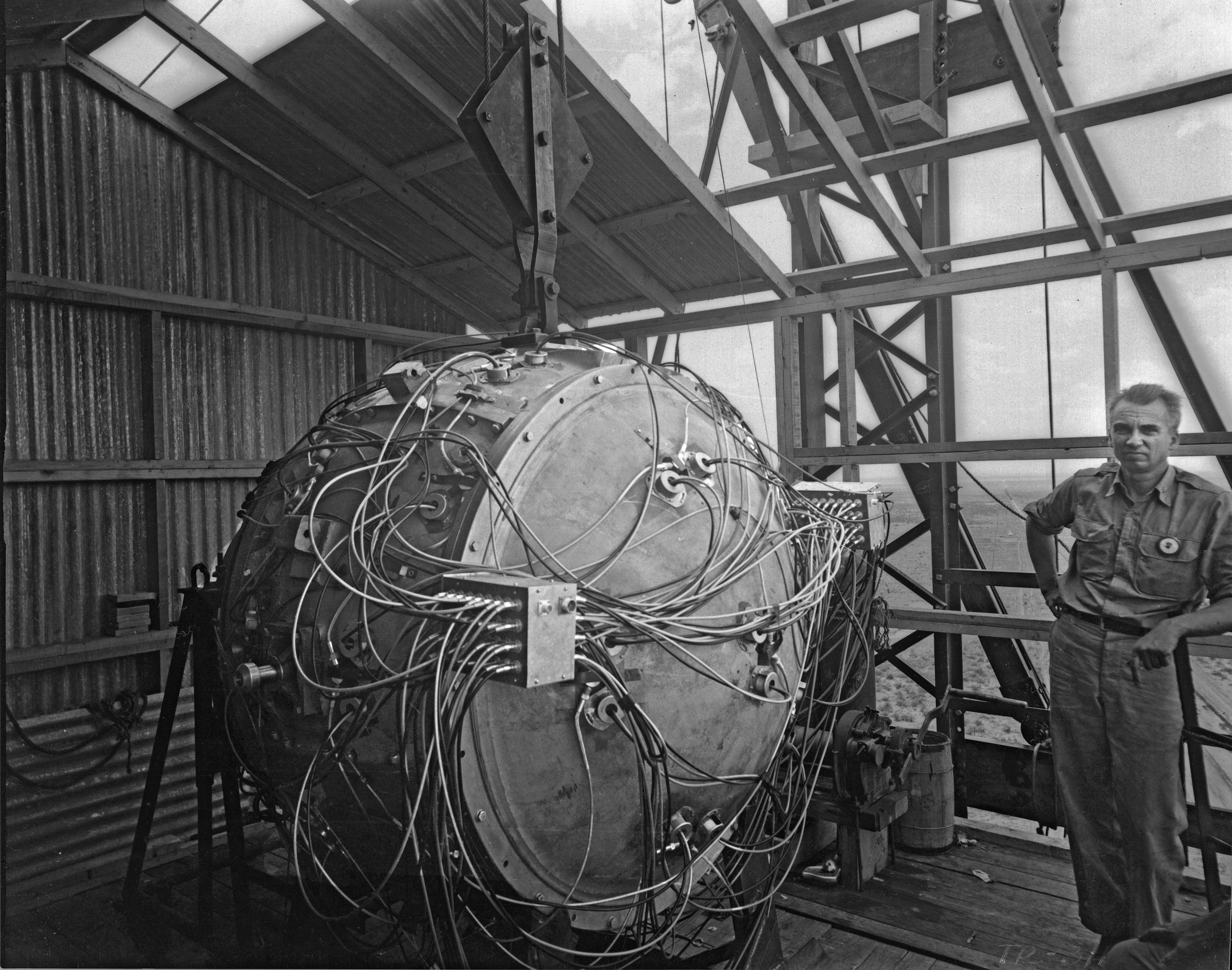
Fat-Man-Prototyp Gadget auf dem Bombenturm des Trinity-Testgeländes, rechts: Norris Bradbury

Der Test war ursprünglich für den 4. Juli 1945 angesetzt, allerdings wiesen die ersten in Serie hergestellten Sprengstofflinsen viele Fehler auf. Man setzte als neues Datum den 16. Juli an. Oppenheimer bestand vor dem echten Trinity-Test auf einen trockenen Test der Bombe ohne Plutoniumkern, um die Funktion des Implosionsmechanismus nachzuweisen. Jedoch standen Anfang Juli nicht einmal genügend korrekte Linsen für einen Test zur Verfügung. Kistiakowsky arbeitete mehrere Nächte hindurch und reparierte defekte Linsen von Hand mithilfe eines Zahnarztbohrers und mit geschmolzenem Sprengstoff. Am 14. Juli wurde der trockene Test in der Nähe von Los Alamos durchgeführt und zunächst als Fehlschlag angesehen. Dies führte zu einer bitteren Auseinandersetzung zwischen Oppenheimer und Kistiakowsky, aber Bethe zeigte am nächsten Tag, dass die eingesetzten Messmethoden nicht in der Lage waren festzustellen, ob eine erfolgreiche Implosion stattgefunden hatte. Das heißt, man wusste nicht, ob der Test erfolgreich war oder nicht.
Die Testbombe Gadget wurde in einem Zelt neben dem Stahlturm, auf dem sie explodieren sollte, endmontiert. Mit einem Kran wurde sie schließlich auf die Spitze des Turmes gehoben und anschließend mit der Zündelektronik verkabelt.
Das Wetter vor dem auf 5:30 Uhr Ortszeit am 16. Juli angesetzten Test war schlecht und man befürchtete, den Test verschieben zu müssen. Jedoch besserten sich ab 2 Uhr morgens die Bedingungen, Bainbridge machte die Bombe um 4 Uhr scharf und ging mit den anderen bis zuletzt bei der Bombe Verbliebenen in den Kontrollbunker. Um 5:10 Uhr begann der 20-minütige Countdown. Die erste Fat-Man-Bombe explodierte wie geplant um 5:30 Uhr. Frisch beschrieb die Explosion später folgendermaßen:

„Und dann, ohne ein Geräusch, schien die Sonne – oder so sah es aus. Die Sandhügel am Rande der Wüste leuchteten in einem sehr hellen Licht, fast farb- und formlos. Ich drehte mich um, aber das Objekt am Horizont, welches wie eine kleine Sonne aussah, war noch zu hell um es anzuschauen. Ich zwinkerte und versuchte weitere Blicke darauf zu werfen, und nach etwa weiteren 10 Sekunden ist es weiter gewachsen und verdunkelte sich zu etwas was mehr aussah wie ein großes Ölfeuer. … Es war ein atemberaubendes Spektakel; Niemand, der je eine Atomexplosion gesehen hat, wird es je vergessen. Und alles in kompletter Stille; der Knall kam Minuten später, ziemlich laut obwohl ich meine Ohren zugestopft hatte, und gefolgt von einem langen Grollen wie starker Verkehr in sehr großer Entfernung. Ich kann es immer noch hören.“

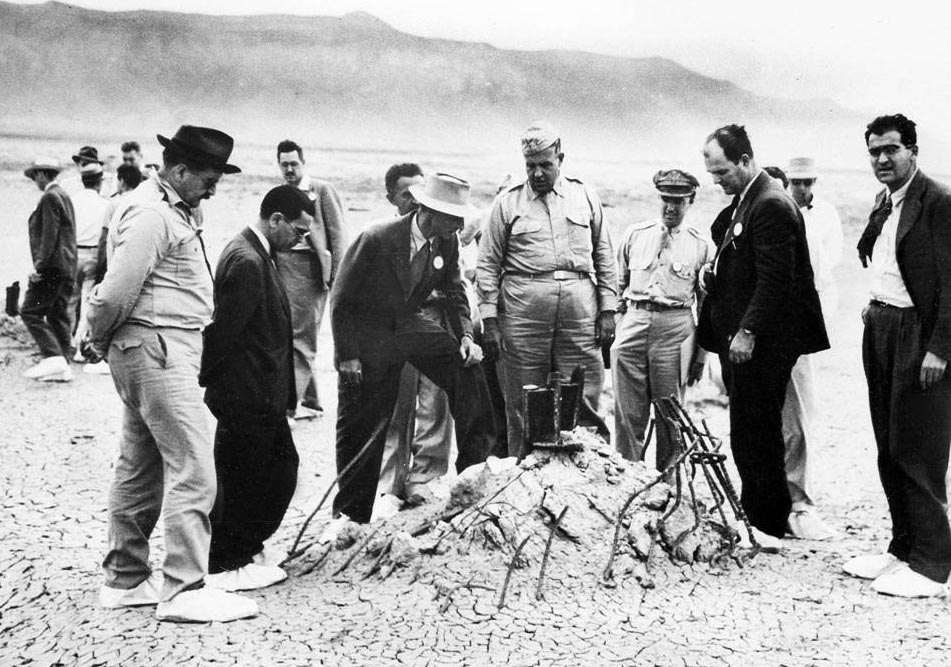
Robert Oppenheimer (heller Hut) und General Leslie Groves (rechts von Oppenheimer) am Ground Zero des Trinity-Tests nach der Bombardierung von Hiroshima und Nagasaki (also einige Zeit nach dem Trinity-Test)

Fat Man funktionierte. Man war sich vor dem Test jedoch unsicher, wie stark die Explosion ausfallen würde. Unter den Wissenschaftlern lief eine Wette über die Stärke. Oppenheimer schätzte auf pessimistische 300 t, Edward Teller auf 45.000 t. Isidor Isaac Rabi gewann mit seiner Schätzung von 18.000 t, da die Explosionstärke aufgrund radiochemischer Messungen zunächst mit 18,6 kt angegeben wurde. Jedoch zeigten spätere Auswertungen, dass die Explosion im Bereich von 20 bis 22 kt lag.
Die Explosionswolke stieg bis in etwa 11 km Höhe. Am Boden erzeugte die Bombe einen etwa 80 m messenden flachen Krater mit maximal 2 m Tiefe, der am Rand von geschmolzenem Sand (Trinitit) umgeben war. Im Zentrum gab es einen etwa 10 m messenden Bereich mit neutroneninduzierter Radioaktivität. Die Bombe erzeugte lokal einen beträchtlichen Fallout. Die Zone mit der größten Belastung lag etwa 32 km nördlich des Explosionsortes am Highway 380. Einige Häuser in der Nähe von Bingham wurden evakuiert, einzelne isolierte Häuser mit erhöhter Belastung jedoch nicht.

### Einsatz über Japan
Dem Einsatz von Kernwaffen gegen Japan gingen große Diskussionen in den Vereinigten Staaten voraus, ob und wie man die Waffen gegen Japan einsetzen sollte. Einer der entschiedensten Gegner war der Physiker Leó Szilárd, der starke Lobbyarbeit unter Politikern und Wissenschaftlern gegen den Einsatz betrieb. Auch im Militär gab es Widerstand, so sprach sich Dwight D. Eisenhower gegen den Einsatz aus, weil er unter anderem ein Wettrüsten mit der Sowjetunion befürchtete. Auch Curtis LeMay war nicht vom Einsatz überzeugt, jedoch hauptsächlich deshalb, weil er mit seinen konventionellen Bombenkampagnen das gleiche Ziel erreichen konnte und daher keine militärische Notwendigkeit sah. Viele der Kritiker sprachen sich für eine Demonstration der neuen Waffe vor der Weltöffentlichkeit einschließlich Vertretern aus Japan aus.
Jedoch setzten sich die Befürworter des Einsatzes durch. Diese hielten es für unsinnig, zwei Milliarden US-Dollar für die Entwicklung einer Waffe auszugeben, um sie dann nicht einzusetzen. Weiterhin hoffte man, den Krieg so schnellstmöglich beenden zu können, um den alliierten Truppen die für den Herbst 1945 angesetzte Landung auf den japanischen Hauptinseln zu ersparen, bei der man hohe Verluste unter den eigenen Truppen befürchtete. Ein weiterer Grund war, dass die Sowjetunion zugesagt hatte, Japan im August 1945 den Krieg zu erklären. Durch ein schnelles Kriegsende wollte man große sowjetische Gebietsansprüche in Ostasien verhindern und die eigene Position stärken.
Im August 1943 begann man in den Vereinigten Staaten mit der Modifizierung von B-29-Bombern für den Einsatz mit den in Entwicklung befindlichen Kernwaffen. Die Produktion des neuen Bombers war gerade angelaufen, die Standardvariante konnte jedoch nicht die schweren Bomben tragen. Das Leergewicht der modifizierten Bomber wurde reduziert und eine spezielle Bombergruppe (509th Composite Group) unter dem Kommando von Paul Tibbets aufgestellt, welche die nötigen Flugmanöver für die Atombombenabwürfe ausarbeiten sollte.

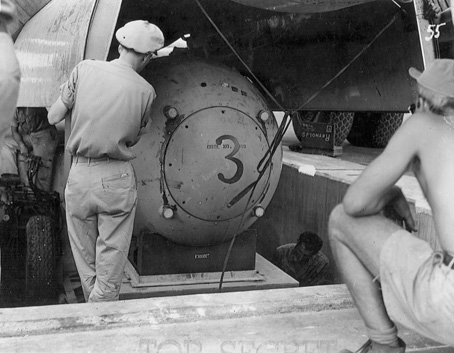
Pumpkin Bomb wird in den Waffenschacht einer B-29 gehoben

Um Erfahrung mit der Ballistik des Fat-Man-Bombenkörpers zu erhalten und Piloten die Möglichkeit zum Üben mit der ungewöhnlich geformten Bombe zu geben, wurde die sogenannte Pumpkin Bomb („Kürbisbombe“) entwickelt. Sie war eine konventionelle Bombe mit den ballistischen Eigenschaften des Fat-Man-Entwurfs und wurde ebenfalls im Rahmen des Manhattan-Projekts entwickelt. Im Laufe des Zweiten Weltkrieges wurden 49 der 486 gebauten Pumpkin Bombs über Japan abgeworfen.
Ein spezielles Komitee zur Zielauswahl unter Leitung von Groves wurde gegründet. Weiterhin gab es ein Komitee (Interim Committee) unter der Leitung von US-Kriegsminister Henry L. Stimson, das sich mit der Atompolitik nach dem Krieg befasste, aber auch den Einsatz über Japan diskutierte. Stimson fasste das Ergebnis eines Treffens am 31. Mai 1945 folgendermaßen zusammen:
Der Minister äußerte die abschließende Erklärung, über welche es allgemeine Zustimmung gab, dass wir den Japanern keinerlei Warnung geben können; dass wir uns nicht auf ein ziviles Ziel konzentrieren können; aber dass wir versuchen sollten, einen möglichst tiefgreifenden psychischen Eindruck auf so viele Einwohner wie möglich zu machen. Auf den Vorschlag von Dr. Conant stimmte der Minister zu, dass das bestmögliche Ziel eine kriegswichtige Fabrikanlage sei, welche eine hohe Anzahl von Arbeitern beschäftigt und dicht von Arbeiterhäusern umstanden ist.
Als Ziele wurden zunächst Hiroshima, Niigata, Kokura und Kyoto diskutiert. Auf Stimsons Drängen hin wurde aber Kyoto wegen dessen kultureller Bedeutung fallengelassen (er hatte Kyoto während seiner Flitterwochen besucht).

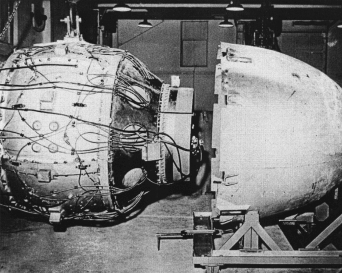
Zusammenbau der Fat Man auf Tinian

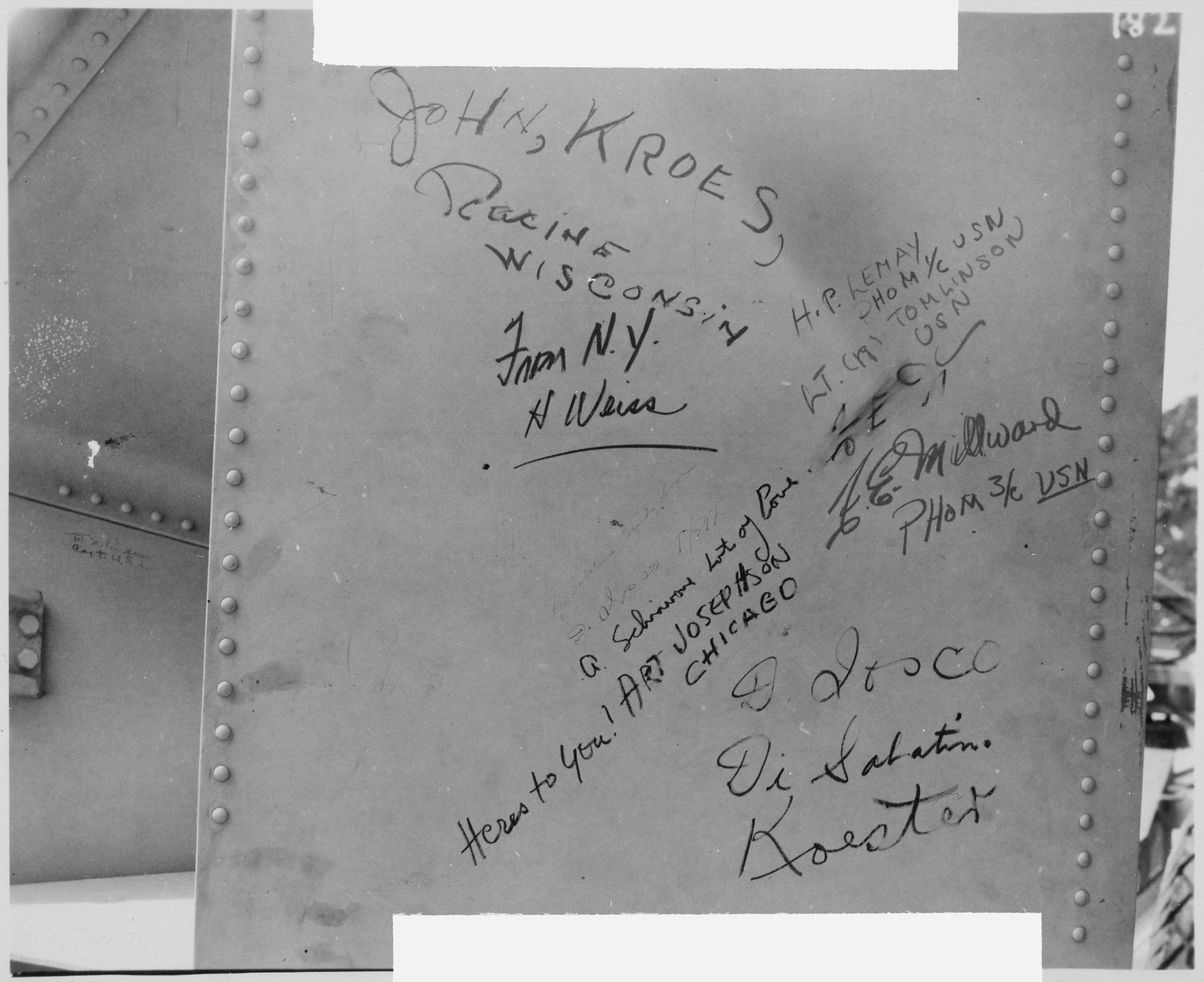
Signaturen auf einem Luftleitblech

Anders als bei Little Boy, dessen Komponenten auf der Indianapolis transportiert wurden, erreichten die Teile für Fat Man das Tinian-Flugfeld per Flugzeug. Der Plutoniumkern und die Neutronenquelle verließen Kirtland Field in den Vereinigten Staaten am 26. Juli 1945 und erreichten Tinian am 28. Juli 1945. Am gleichen Tag verließen drei speziell umgerüstete B-29 Kirtland und transportierten drei Fat-Man-Bombenkörper (F31, F32 und F33) nach Tinian. Einheit F33 war die für den Einsatz vorgesehene Bombe. Ein Luftleitblech wurde von Angehörigen der 509. Einheit "signiert". Auf Tinian wurde die Bombe aus den Einzelteilen zusammengebaut und war am 5. August 1945 bereit. Der Einsatz war zunächst für den 11. August 1945 vorgesehen, durch angekündigtes schlechtes Wetter wurde der Abwurf aber auf den 9. August vorgezogen, drei Tage nach dem Einsatz von Little Boy gegen Hiroshima. Man verzichtete daher während des Zusammenbaus auf einige Tests an der Bombe, um sie schnellstmöglich einsatzbereit zu bekommen.

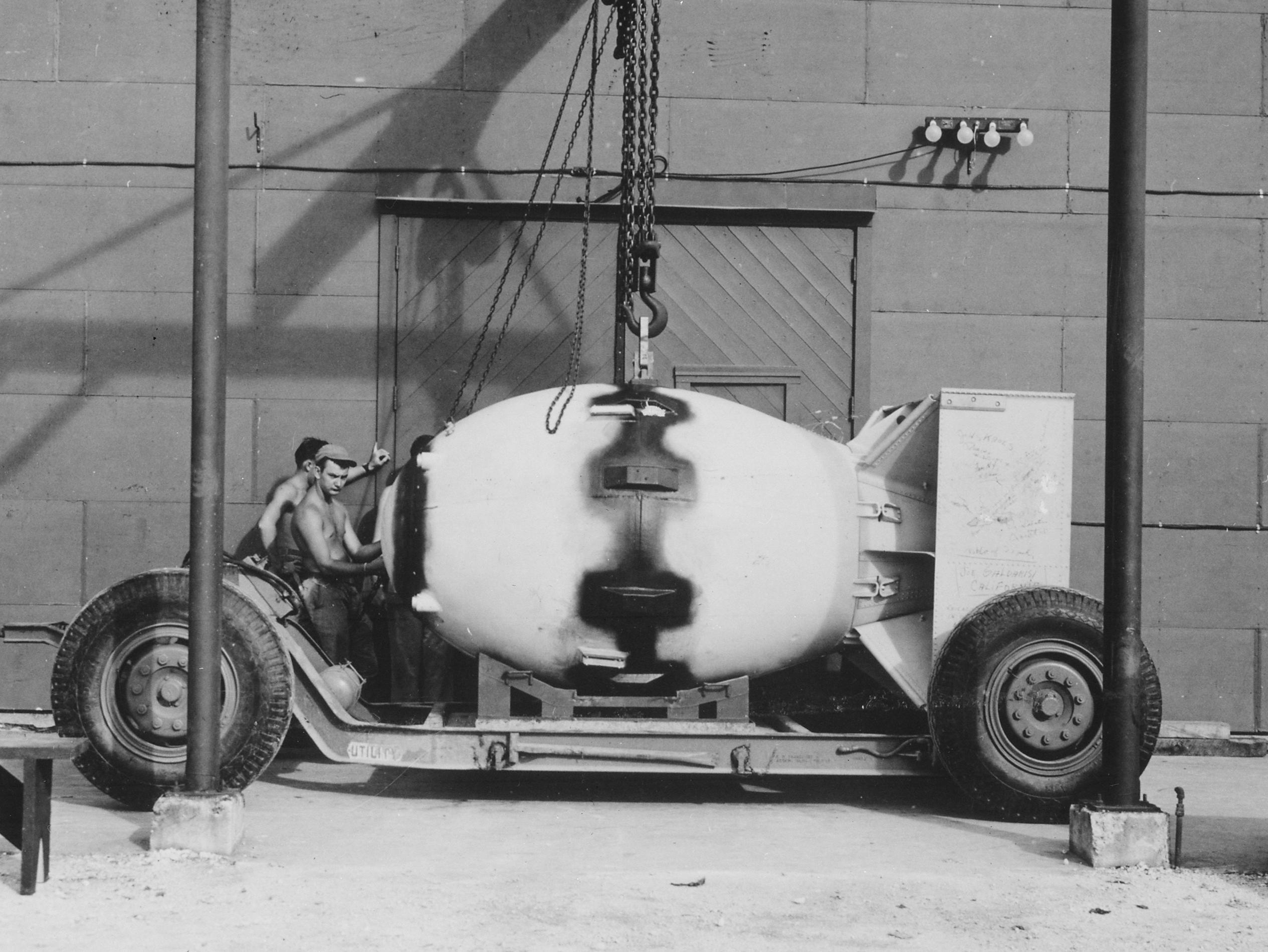
Fat Man auf einem Transportwagen kurz vor dem Beladen des Bombers

Eigentlich sollte der Bomber The Great Artiste den Einsatz fliegen. Weil dieses Flugzeug aber noch mit Messgeräten aus dem vorherigen Einsatz über Hiroshima ausgestattet war und ein komplizierter Umbau vermieden werden sollte, wurde einfach die Mannschaft mit der des Bombers Bock’s Car getauscht. So flog die Mannschaft der The Great Artiste die Bock’s Car mit der Bombe und die Mannschaft der Bock’s Car die The Great Artiste mit den Messgeräten.

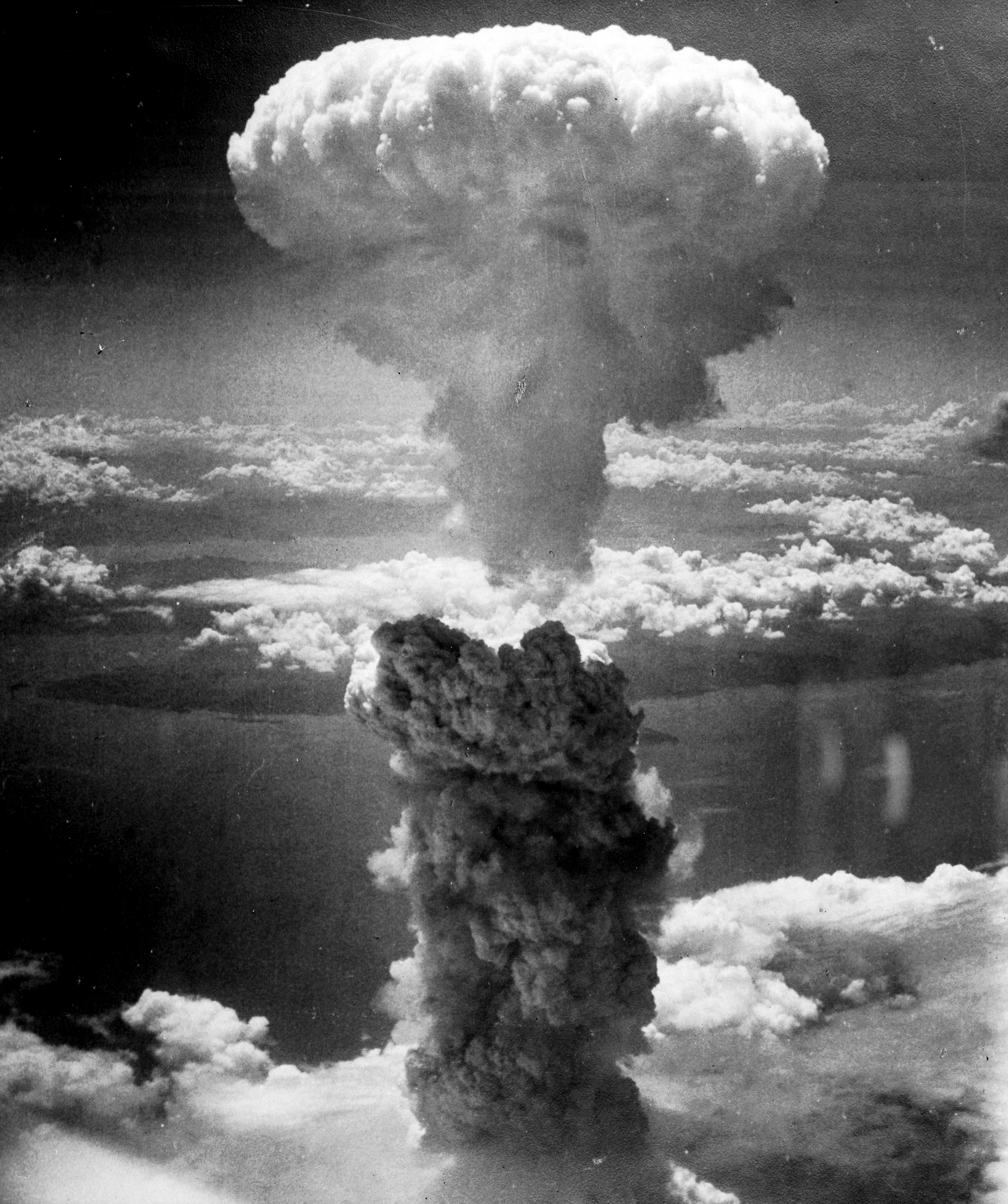
Explosion der Fat-Man-Bombe über Nagasaki

Am 8. August 1945, dem Tag der Kriegserklärung der UdSSR an Japan, wurde die Fat-Man-Bombe in den Bombenschacht der Bock’s Car geladen. Am Morgen des 9. August startete der Bomber um 3:47 Uhr Ortszeit zum Primärziel Kokura. Kurz nach dem Start bemerkte die Besatzung der Bock’s Car unter dem Kommando von Major Charles Sweeney, dass der 600-Gallonen-Reservetank (ca. 2271 Liter) des Flugzeugs nicht zur Verfügung stand. Um 10:47 Uhr Ortszeit erreichte der Bomber Kokura. Jedoch lag die Stadt unter dem dichten Dunst eines konventionellen Bombenangriffs in der Nachbarschaft der Stadt. Daher konnte die Besatzung den geplanten Zielpunkt nicht sehen. Weiterhin flammte Flakfeuer auf und japanische Jagdflugzeuge stiegen auf, so dass Sweeney beschloss, das Sekundärziel Nagasaki anzusteuern. Nagasaki lag ebenfalls unter Wolken und die Besatzung hatte die Anweisung, nur auf Sicht zu bombardieren. Weil aber der Treibstoff für den Rückflug zur Neige ging, musste die Besatzung die Bombe abwerfen. Eine Wolkenlücke ermöglichte schließlich den Abwurf auf Sicht, allerdings mehrere Kilometer vom eigentlichen Zielpunkt entfernt.

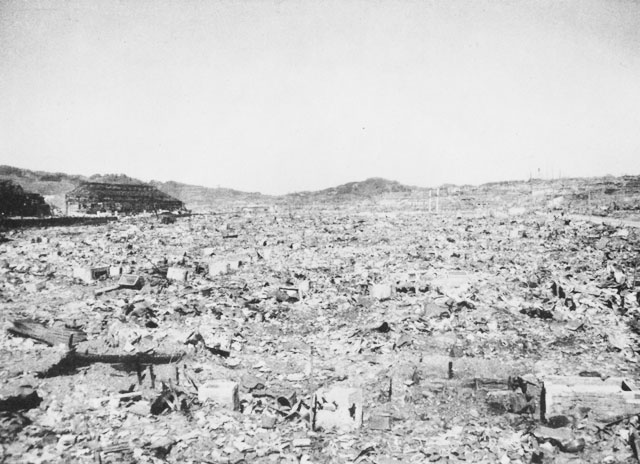
Nagasaki nach der Explosion der Fat-Man-Bombe

Die Bombe wurde um 11:02 Uhr Ortszeit etwa drei Kilometer nordwestlich des geplanten Zielpunkts bei ♁32° 46′ 25,6″ N, 129° 51′ 48,1″ O über dicht bewohntem Gebiet abgeworfen. Sie sollte eigentlich die Mitsubishi-Fabrik treffen, verfehlte ihr Ziel aber um mehr als zwei Kilometer. Die Ausbreitung der Schockwelle wurde durch Hügel in der Nähe des Abwurfpunktes gebremst, so dass die Auswirkungen der Explosion gedämpft wurden. Dennoch starben mindestens 70.000 Menschen durch den Einsatz. Jüngere Analysen legen eine Sprengkraft von 21 kt nahe, gegenüber den 16 kt von Little Boy über Hiroshima. Von der freigesetzten Energie wurden etwa 60 % in der Schockwelle, 35 % als Wärmestrahlung und 5 % als ionisierende Strahlung abgegeben. Durch die große Explosionshöhe gab es über Japan kaum radioaktiven Fallout der Explosion. Jedoch erkrankten viele Menschen wie auch in Hiroshima an der Strahlenkrankheit, die durch die bei der Explosion abgegebene Neutronen- und Gammastrahlung verursacht wurde.
Über die genauen Todeszahlen liegen unterschiedliche Angaben vor, 1953 kam die US-Strategic Bombing Survey zu den Zahlen 35.000 Tote, 60.000 Verletzte und 5.000 Vermisste. 1960 veröffentlichte die japanische Regierung die Zahlen 20.000 Tote und 50.000 Verletzte, was aber später auf 87.000 Tote korrigiert wurde. Andere Quellen sprechen von ungefähr 35.000 bis 40.000 Toten.
Viele Menschen starben infolge der Strahlenkrankheit oder wurden entstellt. Solche Menschen werden in Japan Hibakusha (explosionsgeschädigte Person) genannt.
(Schätzungen 1946: ~75.000 – 1950: ~140.000)
Der nächste Bombenkern für eine Fat-Man-Bombe war am 13. August bereit zum Versenden nach Tinian. Weitere Bombenkörper befanden sich bereits auf der Insel. Die nächste Bombe wäre zwischen dem 17. und 20. August einsatzbereit gewesen. Nach dieser dritten Bombe hätte es eine kurze Pause bei der Verfügbarkeit von etwa drei Wochen gegeben, danach hätte man etwa alle zehn Tage einen Bombenkern liefern können. Nach dem Einsatz gegen Nagasaki hatte jedoch Präsident Truman bereits beschlossen, keine weiteren Kernwaffen gegen japanische Städte einzusetzen. Man war sich zunächst unsicher, ob die Bombardierungen die gewünschte psychologische Wirkung zeigten. Falls Japan nach den beiden Einsätzen nicht kapitulieren sollte, beschloss man, die Bomben im taktischen Sinne bei der bevorstehenden Invasion gegen japanische Truppen einzusetzen. Jedoch kapitulierte Japan schließlich am 17. August 1945.

## Aufbau

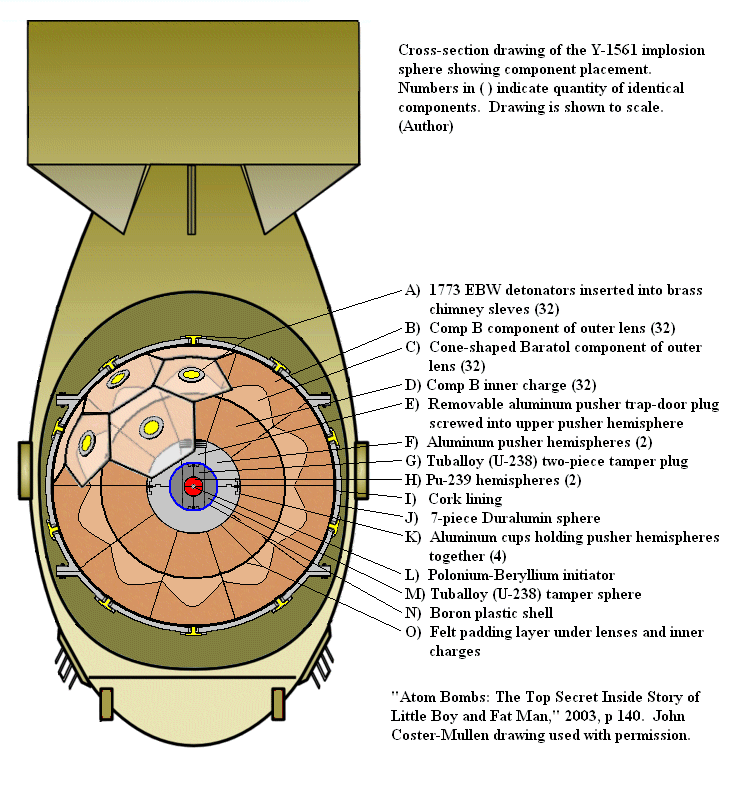

Der Implosionsentwurf von Fat Man hatte einen schalenförmigen Aufbau: In der Mitte befand sich die Neutronenquelle (4) mit 2 cm Durchmesser, die Urchin genannt wurde. Die Neutronenquelle bestand aus einer inneren soliden Berylliumkugel mit 0,8 cm Durchmesser und einer äußeren Berylliumschale mit 0,6 cm Dicke. Beide zusammen wogen etwa 7 g. Auf der Innenseite der Berylliumschale waren 15 keilförmige Rillen mit je 2,09 mm Tiefe eingraviert. Die Oberflächen der inneren Berylliumkugel und der äußeren Berylliumschale wurden mit Nickel bedampft und anschließend mit einer Goldschicht bedeckt. In die 15 Rillen wurden 11 mg Polonium aufgetragen. Bei Zündung der Bombe würde die nach innen gerichtete Stoßwelle (6) auch die zusammengesetzte Berylliumkugel komprimieren. Das Polonium in den Rillen würde in das Beryllium gepresst und mit diesem vermischt werden. Die vom Polonium ausgesandten Alphateilchen treffen dann auf die Atomkerne des Berylliums, aus welchen sie Neutronen schlagen, wobei etwa alle 5 bis 10 ns ein Neutron freigesetzt wird, das die Kettenreaktion im umgebenden Plutonium auslöst. Die Nickel-Gold-Metallbeschichtung schützte das Beryllium bis zur Zündung der Waffe vor der Alpha-Strahlung des Poloniums, so dass keine Neutronen erzeugt werden. Die Neutronenquelle wurde in einem Rahmen in den umgebenden Plutoniumkern eingesetzt, so dass zwischen beiden eine etwa 0,25 cm breite Lücke bestand.
Der Plutoniumkern war eine Hohlkugel (5) mit einem äußeren Durchmesser von 9,2 cm und einem inneren Durchmesser von 2,5 cm. Sie wog etwa 6,2 kg. Der Kern bestand aus zwei Halbschalen, die aus einer δ-Phasen Plutonium-Gallium-Legierung bestanden. Die Herstellung der Halbschalen erfolgte durch heißes Pressen der Plutonium-Gallium-Legierung bei 400 Grad Celsius und 200 MPa. Der Plutoniumkern entsprach unter Einbeziehung des umgebenden Neutronenreflektors etwa 78 % der kritischen Masse. Nach erfolgter Implosion erreichte der Kern mehr als das Doppelte der ursprünglichen Dichte, was drei bis vier kritischen Massen entspricht.
Durch die hohe Reaktivität des metallischen Plutoniums mussten die Halbschalen vor Korrosion geschützt werden. Dies geschah im Falle des Kernes des Trinity-Tests mit Silber und später mit Gold. Zwischen den beiden Plutoniumhalbkugeln befand sich eine dünne Folie aus gewelltem Gold. Spätere Versionen der Mark-3-Bombe, die Ende 1948 getestet und eingeführt wurden, besaßen auch Mischkerne aus Plutonium und hochangereichertem Uran bzw. reine Urankerne.
Um den Plutoniumkern folgte eine Lage aus abgereichertem Uran (238U) mit etwa 6,665 cm Dicke bzw. 108 kg Gewicht;(3). Diese diente als Neutronenreflektor, warf also Neutronen wieder zurück, welche bei der ablaufenden Kettenreaktion den Plutoniumkern verließen, so dass diese weitere Spaltungen auslösen konnten. Weiterhin sollte die Uranhülle die Expansion des Plutoniumkerns nach Einsetzen der Kettenreaktion verzögern, damit mehr Zeit für den Ablauf der Reaktion zur Verfügung stand. Zudem waren etwa 40 % der durch die Spaltung von Plutonium entstehenden Neutronen energiereich genug, um 238U zu spalten. Die Uranhülle trug so auch direkt zur Energiefreisetzung der Bombe bei. Von den etwa 22 kt Sprengkraft der ersten Fat-Man-Modelle wurden etwa 80 % durch die im Plutonium ablaufende Kettenreaktion freigesetzt und 20 % durch die Spaltung von 238U durch schnelle Neutronen.
Der Uranmantel war mit einer etwa 0,32 cm dicken Lage aus Bor-haltigem Plastik beschichtet. Dieses sollte Streuneutronen absorbieren und somit die Gefahr einer Frühzündung verringern.
Der äußerste und dickste Teil war die mehrlagige Implosionsanordnung (1) und (2) mit einer Dicke von etwa 45 cm und einem Gewicht von etwa 2.400 kg. Sie bestand wiederum aus drei Lagen. Die äußere Lage bildeten die 32 Sprengstofflinsen, die ähnlich den Feldern eines Fußballs ineinander griffen. Die Linsen bestanden aus einer äußeren Lage hochbrisanten Sprengstoffs (Composit B) und einer inneren Lage Sprengstoffs geringer Brisanz (Baratol). Die Grenzfläche zwischen beiden Sprengstoffsorten war leicht gewölbt, so dass der Linseneffekt entstand, welcher die kugelförmige, nach innen gerichtete Schockwelle erzeugte. Unter den Sprengstofflinsen folgte eine weitere Lage Composit B, welche die entstandene Schockwelle verstärken sollte. Zwischen dem Sprengstoff und dem Uranmantel im Inneren der Bombe lag eine etwa 12 cm dicke und 130 kg schwere Schicht aus Aluminium, welche der Verbesserung der Eigenschaften der Implosion diente.

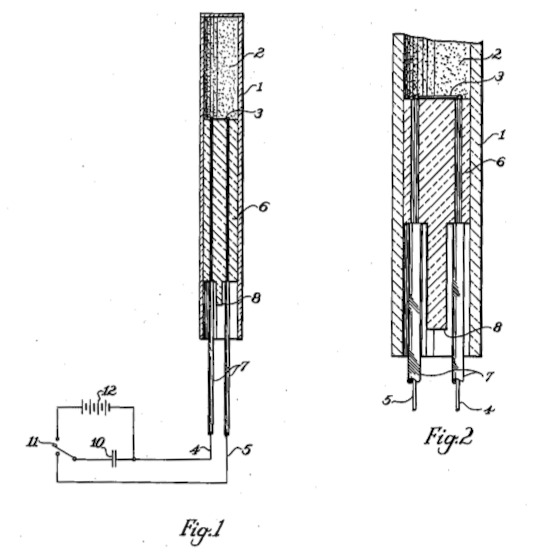
exploding-bridgewire detonator

Gezündet wurden die 32 Linsenblöcke durch jeweils einen Zünder (exploding-bridgewire detonator), der für Fat Man neu entwickelt worden war. Dieser bestand aus einem speziellen Draht, der durch einen kurzen starken elektrischen Stromfluss explosionsartig verdampfte. Dafür waren schwere Batterien, eine starke Spannungsquelle sowie eine entsprechende Kondensatorbank nötig. Das gesamte Zündsystem wog etwa 180 kg.
Der gesamte kugelförmige Aufbau wurde in dem eiförmigen Bombenkörper platziert. Am hinteren Ende der Bombe befanden sich vier Radarantennen, die für die Zündung der Bombe in der geplanten Höhe über dem Explosionsort verantwortlich waren.
Für den Trinity-Test sowie auch für den Einsatz gegen Nagasaki mussten die jeweiligen Bomben aus Einzelteilen vor Ort zusammengebaut werden, was jeweils etwa zwei Tage dauerte. Spätere Modelle des Mark-3-Designs erlaubten es, vorgefertigte Bomben herzustellen. Bei diesen konnte ein Segment des zwiebelförmigen Aufbaus entfernt werden, so dass man vor dem Einsatz die Neutronenquelle relativ einfach im Zentrum der Bombe einsetzen konnte.

## Daten
| Gewicht                     | 4.670 kg (10.300 lbs)                                                                |
| Länge                       | 3,66 m (12 ft)                                                                       |
| Durchmesser                 | 1,52 m (60 in)                                                                       |
| Spaltmaterial               | 6,2 kg Delta-Phase-Plutonium-Legierung (überw. 239Pu, sehr geringe Menge an Gallium) |
| Neutronenreflektor          | abgereichertes Uran (überwiegend 238U)                                               |
| Neutronenquelle (Initiator) | Polonium-Beryllium                                                                   |
| Chemische Sprengstoffe      | Composition-B (60 % Hexogen, 39 % TNT) Baratol (TNT und Bariumnitrat)                |
| Zünder                      | Luftdruckzünder Fernmesszünder (Radar)                                               |
| Explosionsenergie           | 22 ± 2 kT / 92 ± 8 Terajoule                                                         |
| Explosionshöhe              | 500 ± 10 m (1650 ± 33 ft)                                                            |